# Groutita
La groutita és un mineral de la classe dels òxids, que pertany al grup del diàspor. Rep el nom en honor de Frank Fitch Grout (Rockford, Illinois, 24 de gener de 1880 - Minneapolis, Minnesota, 1 d'agost de 1958), petròleg de la Universitat de Minnesota, EUA.

## Característiques
La groutita és un òxid de fórmula química Mn3+O(OH). Es tracta d'una espècie aprovada per l'Associació Mineralògica Internacional, i publicada per primera vegada el 1947. Cristal·litza en el sistema ortoròmbic. La seva duresa a l'escala de Mohs es troba entre 3,5 i 4.
Segons la classificació de Nickel-Strunz, la groutita pertany a «04.FD: Hidròxids amb OH, sense H₂O; cadenes d'octaedres que comparteixen angles» juntament amb els següents minerals: spertiniïta, bracewel·lita, diàspor, goethita, guyanaïta, montroseïta, tsumgallita, manganita, yttrotungstita-(Y), yttrotungstita-(Ce), frankhawthorneïta, khinita i parakhinita.

## Formació i jaciments
Va ser descrita a partir de mostres obtingudes a Mahnomen pit i a Sagamore Mangan No. 2 pit, tots dos indrets a la localitat de Ironton, al comtat de Crow Wing (Minnesota, Estats Units). Tot i tractar-se d'una espècie no gaire habitual ha estat descrita en tots els continents del planeta a excepció de l'Antàrtida.